# Lucia Maria Hardegen
Lucia Maria Hardegen (n. 4 ianuarie 1951, Werl, Republica Federală Germania) este o artistă germană.

## Biografie

### Lucrări
Lucia Maria Hardegen a desenat mai multe monede germane de colecție :
- în 2004, aversul monedei de 10 euro cu ocazia Cupei Mondiale la Fotbal (2006), organizată de FIFA, în Germania.
- în 2005, aversul monedei de 10 euro cu ocazia Cupei Mondiale de Fotbal (2006), organizată de FIFA, în Germania.
- în 2006, aversul monedei de 10 euro, cu ocazia Cupei Mondiale de Fotbal (2006), organiuată de FIFA, în Germania.